# 植物大戰殭屍：花園戰爭2
《植物大戰殭屍：花園戰爭2》是一款由寶開遊戲開發，並將由美商藝電發行的涵蓋塔防要素第三人稱射擊遊戲。本作是2014年发售的《植物大战僵尸：花园战争》的正统续作。游戏已於2016年1月14日至2016年1月18日進行多人遊戲Beta測試。
本作已於2016年2月23日推出PlayStation 4、Xbox One和Windows版本；并获得了很正面的评价。

## 游戏
植物大战僵尸：花园战争2是第三人称射击游戏，类似于植物大战僵尸：花园战争。游戏玩法在很大程度上与其前身相同，增加了8种（直接的6种，必须通过一系列艰难的任务解锁2种）新的植物和僵尸，每个游戏最多支持24名玩家。不同的职业有不同的能力，一代中大多数角色和模式回归了。还有来自一代的新“混音”音乐。花园战争2中还将引入回归角色的新能力。此外，预购或购买花园战争2豪华版的玩家将获得许多独家产品，从表情符号定制到独家的主题角色Z7小鬼。玩家在一代游戏中获得的植物和僵尸角色将自动转移到该游戏中。用户界面已得到改进，疯狂戴夫和僵王博士以3D模型呈现（而不是从原版植物大战僵尸出现的2D设计）。
其續作《植物大戰殭屍：和睦小镇保卫战》将於2019年10月18日推出Xbox One、PlayStation 4和Windows版本。